# Chris Smith (amerykański polityk)
Christopher Henry (Chris) Smith (ur. 4 marca 1953) – amerykański polityk, członek Partii Republikańskiej. Od 1981 roku jest przedstawicielem czwartego okręgu wyborczego w stanie New Jersey w Izbie Reprezentantów Stanów Zjednoczonych. Wraz z reprezentantem Halem Rodgersem, jest najdłużej urzędującym członkiem Izby Reprezentantów. 
Przed objęciem mandatu, pełnił funkcję w organizji pro-life New Jersey Right to Life. Pierwszy raz wystartował w wyborach w 1978 roku, kiedy został pokonany przez urzędującego kongresmena Franka Thompsona. Wystartował ponownie w wyborach przeciwko Thompsonowi w 1980 roku. W lutym tego roku, jego przeciwnik został uwikłany w aferę Abscam. Smith pokonał Thompsona w wyborach w listopadzie.